# Data (álbum de Tainy)
Data (estilizado en mayúsculas) es el primer álbum de estudio en solitario, y el segundo en su carrera musical, del productor discográfico y compositor puertorriqueño Tainy, incluyendo su previa colaboración en el álbum Dynasty con Yandel (2021). El álbum fue lanzado el 29 de junio de 2023 bajo el sello discográfico propio de Tainy, Neon16.
Este álbum está compuesto por 20 temas, cada uno de ellos presentando la colaboración de un cantante o músico distinto. Destacan apariciones de artistas como Myke Towers, Arcángel, Jhayco, Arca, Wisin & Yandel, Bad Bunny, E*Vax, Sech, Kany García, Young Miko, The Marías, Mora, Zion, J Balvin, Jowell & Randy, Daddy Yankee, Feid, Skrillex, Four Tet, Rauw Alejandro, Judeline, Julieta Venegas, Alvaro Diaz, Ozuna y Chencho Corleone. La producción principal corrió a cargo del mismo Tainy, aunque también se otorgaron créditos de producción a asociados como su hermano Mvsis, Misael de la Cruz y Tuiste.
El álbum cuenta con seis sencillos: «Lo Siento BB:/», «Sci-Fi», «Obstáculo», «Fantasma | AVC», «La Baby» y «Colmillo». El primero de estos logró un destacado éxito, alcanzando posiciones elevadas en las listas de múltiples países y obteniendo múltiples certificaciones de platino en Estados Unidos. Además, fue victorioso en la vigesimotercera edición de los Grammy Latino en la categoría mejor interpretación de reguetón.
«Data» debutó en la posición número 11 en la lista Billboard 200 y en el puesto número dos en la lista Top Latin Albums, marcando su cuarta aparición en dicha lista. Adicionalmente, también alcanzó el primer puesto en la lista Latin Rhythm Albums, siendo su primera vez en dicha lista desde Mas Flow: Los Benjamins en 2006. En España, el álbum debutó en el primer puesto de la lista.
Posteriormente, el 11 de octubre de 2023, fue estrenado el sencillo «Colmillo» con J Balvin, Young Miko & Jowell & Randy, una de las canciones más esperadas desde la publicación de la lista de canciones, añadido de manera sorpresiva en las ediciones digitales del álbum.

## Antecedentes
En octubre de 2021, meses después de publicar el álbum conjunto Dynasty con Yandel, fue estrenado «Lo siento BB:/» con la participación de Bad Bunny y Julieta Venegas como parte de un futuro álbum suyo. En una entrevista con RTVE, el productor expresaba que el proyecto iba algo atrasado y que las colaboraciones no estaban definidas, aclarando “si es por mí, yo trabajaría con todos los que ya he trabajado, como Myke Towers, Sech, J Balvin, Rosalía, C. Tangana [...]”.
«Pueden esperar un sonido diferente, estoy tratando de mezclar bien específico para que el sonido y los efectos y las cosas en las que trabajo tengan un sonido más retro, pero a la misma vez, ¿cómo hago que un sonido futurista, que un synthetizer tenga ese 'feeling' retro?».
―Marcos “Tainy” Masis (enero de 2022, UMOMAG).

## Concepto
Usando el nombre Data como idea de que «la música y las canciones son información que recibimos», el concepto fue entonces tratado por Tainy como una película con una cyborg llamada ‘Sena’ como protagonista, formando parte de la carátula principal. Sobre esa portada, fue trabajada por un equipo conjunto de STILLZ, Elliott Muscat y Hiromasa Ogura, este último siendo el director de arte de la película Ghost in the Shell (1995).
Luego de producir nueve canciones para el álbum Un verano sin ti (2022) de Bad Bunny, realizó una entrevista con Billboard a finales de año, donde presentaba más detalles sobre las colaboraciones, comentando «quería combinar dos mundos y fusionarlo con los artistas emergentes de los que soy fan [...]. [DATA] muestra más quién soy y cuáles son mis influencias musicales».
Gran parte de las grabaciones ocurrieron en la ciudad de Miami, pero en ocasiones tuvo que seguir a los cantantes a través de Puerto Rico, México, España, Nueva York y Los Ángeles; mientras que en los tres meses antes de la publicación, se estableció en Kioto para poner los últimos detalles. Una de las canciones, «Volver», surgió originalmente entre Tainy y Skrillex, pero a través de este último Tainy pudo conocer a Four Tet en el backstage de Coachella.

## Recepción
El álbum ha recibido reseñas generalmente positivas, en particular Rolling Stone describe la figura de Tainy en la producción como “se siente como si descargaras los contenidos más profundos en el cerebro del super-productor y poder observar directamente su proceso creativo”. Un aspecto similar destaca la reseña de MOR.BO, donde enumeran las texturas retro más ochenteras, más el uso de pop y electrónica dentro de sus paisajes sonoros más tradicionales.
The Fame Mag resume “da la sensación de que TAINY ha canalizado una apertura total en el proyecto, permitiendo a los artistas hablar de tópicos y grabar canciones que no habrían grabado en sus proyectos personales”. Cerrando la reseña, nombra a «Obstáculo», «Pasiempre», «Mojabi Ghost», «La Baby», «Volver» y «Paranormal» como sus favoritas del álbum.
En un artículo similar, las editoras de Billboard eligieron a las siete mejores canciones en el álbum, con menciones especiales a «Mañana» por ser “sonoramente complejo y de múltiples capas”, y a la canción de cierre «Sacrificio» por ser la más personal, apoyado por melodías de piano.

## Comercial
En 2023, el álbum vendió 31 000 unidades en su primera semana debutando top 2 en Top Latin Albums.
El álbum fue el tercero más grande de 2023 según la revista estadounidense de Rolling Stone.
También, fue el mejor álbum de 2023 según la revista de Billboard.

## Reconocimientos
| Publicación            | Lista                                                                                            | Posición |
| ---------------------- | ------------------------------------------------------------------------------------------------ | -------- |
| Rolling Stone          | «The 100 Best Albums of 2023» (Los 100 mejores álbumes de 2023)                                  | 3        |
| Rolling Stone          | The 50 Best Spanish-Language Albums of 2023 (Los 50 mejores álbumes en lenguaje español de 2023) | 1        |
| Rolling Stone (España) | (Los mejores álbumes de 2023 hasta ahora)                                                        | 1        |
| Billboard              | (Los 25 mejores álbumes de música latina de 2023)                                                | 1        |
| Billboard              | (Los 23 mejores álbumes de música latina de 2023 hasta ahora)                                    | 21       |

## Lista de canciones
Toda la música compuesta por Tainy, excepto donde se indique. 
| Edición especial |                                                                         |                                                        |          |  |
| N.º              | Título                                                                  | Productor(es)                                          | Duración |  |
| 1.               | «Obstáculo» (junto a Myke Towers)                                       | Tainy · Tomoko Ida · Carlos Lopez                      | 2:15     |  |
| 2.               | «Pasiempre» (junto a Arcángel, Jhayco, Myke Towers, Omar Courtz y Arca) | Tainy · Albert Hype · Arca                             | 5:55     |  |
| 3.               | «Todavía» (junto a Wisin & Yandel)                                      | Tainy                                                  | 3:23     |  |
| 4.               | «Fantasma \| AVC» (junto a Jhayco)                                      | Tainy · Jota Rosa                                      | 4:45     |  |
| 5.               | «Mojabi Ghost» (junto a Bad Bunny)                                      | Tainy                                                  | 3:52     |  |
| 6.               | «11 y once» (junto a Sech y E.VAX)                                      | Tainy · E.VAX                                          | 3:16     |  |
| 7.               | «Desde las 10 (Kany's Interlude)» (junto a Kany García)                 | Tainy · Gibran Alcocer · Richie López · Peter Marshall | 1:00     |  |
| 8.               | «Mañana» (junto a Young Miko y The Marías)                              | Tainy · Peter Marshall                                 | 2:55     |  |
| 9.               | «Buenos Aires» (junto a Mora y Zion)                                    | Tainy                                                  | 1:58     |  |
| 10.              | «Colmillo» (junto a J Balvin y Young Miko con Jowell & Randy)           | Tainy                                                  | 4:26     |  |
| 11.              | «La baby» (junto a Daddy Yankee y Feid con Sech)                        | Tainy                                                  | 3:02     |  |
| 12.              | «Me jodí...» (junto a Arcángel)                                         | Tainy                                                  | 3:21     |  |
| 13.              | «Volver» (junto a Rauw Alejandro y Skrillex con Four Tet)               | Tainy · Skrillex · Four Tet                            | 3:05     |  |
| 14.              | «En visto» (junto a Ozuna)                                              | Tainy · Richie López                                   | 2:33     |  |
| 15.              | «Lo siento BB:/» (junto a Bad Bunny y Julieta Venegas)                  | Tainy                                                  | 3:26     |  |
| 16.              | «Si preguntas por mí» (junto a Kris Floyd y Judeline)                   | Tainy · Mvsis · MDLC · Tuiste                          | 3:35     |  |
| 17.              | «Sci-Fi» (junto a Rauw Alejandro)                                       | Tainy                                                  | 3:17     |  |
| 18.              | «Corleone Interlude» (junto a Chencho Corleone)                         | Tainy                                                  | 1:30     |  |
| 19.              | «Paranormal» (junto a Álvaro Díaz)                                      | Tainy · Jon Leone                                      | 3:17     |  |
| 20.              | «Sacrificio» (junto a Xantos)                                           | Tainy · Gibran Alcocer · Richie López · Peter Marshall | 2:29     |  |
| 01:03:28         |                                                                         |                                                        |          |  |

Notas
- Casi todas las canciones están estilizadas en minúsculas o en mayúsculas.
- «Pasiempre» contiene una participación vocal no acreditada de Bad Bunny.[23]
- «11 y once» contiene un sample de «Entre tú y yo» de Don Omar.
- «Colmillo» contiene un sample de «Contacto» de Yaviah.
- «Me jodí» contiene un sample de «Ashley's Roachclip» de The Soul Searchers.
- «Volver» contiene un sample de «Lush» de Four Tet.[10]

## Personal
Parcialmente adaptados desde AllMusic.
- Marcos Masís – Composición, producción.
- Iván Rodríguez – A&R.
- Lex Borrero – A&R.
- Pablo Batista – A&R.
- Josh Gudwin – Ingeniero de mezcla.
- Roberto Rosado (La Paciencia) – Ingeniero de grabación.
- Carlos Lopez – Producción (1).
- Tomoko Ida – Producción (1).
- Michael Torres – Composición, invitado (1, 2).
- Lara Fernández Castrelo – Composición (1, 15), invitada (15).
- Amanda Renee Ibanez – Composición (1).
- Alberto Carlos Meléndez (Albert Hype) – Composición, producción (2).
- Alejandra Ghersi – Composición, invitada, producción (2).
- Jesús Manuel Nieves Cortes – Composición (2, 4, 11), invitado (2, 4).
- Austin Santos – Composición, invitado (2, 11).
- Joshua Omar Medina Cortes – Composición, invitado (2).
- Abner Cordero Boria (Jota Rosa) – Composición (3, 4, 16), producción (3).
- Juan Luis Morera – Composición, invitado (3).
- Llandel Veguilla – Composición, invitado (3).
- Andrés Jael Correa Ríos (Rios) – Composición (3).
- Michael Bryan Masis (Mvsis) – Composición (4, 15), producción (15).
- Benito Antonio Martínez Ocasio – Composición, invitado (5, 14).
- Evan Mast (E*VAX) – Invitado, producción (6).
- Carlos Isaías Morales Williams – Composición, invitado (6, 10).
- Gibran Alcocer – Composición, producción (7, 19).
- Ricardo López (Richie López) – Composición (7, 13, 19), producción (7, 19).
- Peter Marshall (Lil Baby Grand) – Composición (7, 8, 19), producción (7, 8).
- Encarnita García de Jesús – Composición, invitada (7).
- Joshua David Conway – Composición (8).
- Maria Zardoya – Composición, invitada (8).
- María Victoria Ramírez de Arellano – Composición, invitada (8, 10).
- Félix Ortiz – Composición, invitado (9).
- Gabriel Mora – Composición, invitado (9).
- Joel Muñoz, Randy Acevedo – Composición, invitado (10).
- José Álvaro Osorio Balvin – Composición, invitado (10).
- Josías de la Cruz – Composición (10).
- Javier Marcano (Yaviah) – Composición (10).
- Héctor Delgado Román – Composición (10).
- Javier “Cholo” Gómez Torres – Composición (10).
- J. Castle – Composición (10).
- Ramón L. Ayala – Composición, invitado (11).
- Salomón Villada Hoyos – Composición, invitado (11).
- Christopher Lebrón Ferrer (Chris Lebrón) – Composición (12).
- Raúl Alejandro Ocasio – Composición, invitado (13, 17).
- Sonny Moore – Composición, invitado, producción (13).
- Kieran Hebden – Composición, invitado, producción (13).
- Kevyn Mauricio Cruz (Keityn) – Composición (13).
- Juan Carlos Ozuna – Composición, invitado (14).
- Eduardo Alfonso Vargas Berrios (Dynell) – Composición (14).
- Julieta Venegas – Composición, invitada (15).
- Misael de la Cruz Reynoso (MDLC) – Composición, producción (16).
- Christopher Ramos Carballo (Kris Floyd) – Composición, invitado (16).
- Pablo López García (Tuiste) – Composición (16).
- Jorge Pizarro (Kenobi Sensei) – Composición (17), ingeniero de grabación.
- Orlando Valle Vega – Composición, invitado (18).
- Álvaro Díaz – Composición, invitado (19).
- Jonathan David Leone (JonTheProducer) – Composición, producción (19).
- Américo Céspedes Santos (Xantos) – Composición, invitado (20).

## Posicionamiento en listas
| Listas (2023)                        | Mejor posición |
| ------------------------------------ | -------------- |
| España (Top 100 Álbumes)             | 1              |
| Estados Unidos (Billboard 200)       | 11             |
| Estados Unidos (Independent Albums)  | 3              |
| Estados Unidos (Latin Rhythm Albums) | 1              |
| Estados Unidos (Top Latin Albums)    | 2              |
| Suiza (Schweizer Hitparade)          | 68             |

| Listas (2023)                        | Posición |
| ------------------------------------ | -------- |
| Estados Unidos (Latin Rhythm Albums) | 15       |
| Estados Unidos (Top Latin Albums)    | 33       |

## Certificaciones
| País (Certificador) | Certificación      | Ventas certificadas |
| --- | ------------------ | ------------------- |
| España (PROMUSICAE) | Oro                | 20 000*             |
| Estados Unidos (RIAA) | 6× Platino (Latin) | 360 000*            |
| ^cifras de envíos basadas únicamente en la certificación xcifras no especificadas basadas únicamente en la certificación |                    |                     |